# Channing H. Cox
Channing Harris Cox (28 octobre 1879 - 20 août 1968) est un homme politique américain.